# زراعة صناعية
الزراعة الصناعية هي نوعٌ من أساليب الزراعة الحديثة التي تُشير إلى إضافة الصبغة الصناعية على منتجات المواشي والدواجن والأسماك والمحاصيل الزراعية، وتشمل الزراعة الصناعية تطبيق أساليب علمية تكنولوجية، واقتصادية، وسياسية، حيث تتضمن تطبيق ابتكارات جديدة في مجالات المعدات والأساليب الزراعية، والهندسة الوراثية، وتقنيات الوصول إلى وفورات الحجم في الإنتاج، وخلق أسواق استهلاكية جديدة، وتطبيق حماية براءات الاختراع في المعلومات الوراثية، والتجارة العالمية، وتنتشر هذه الأساليب في الدول المتقدمة، وكذلك في جميع أنحاء العالم بصورةٍ متزايدة. وقد تم إنتاج معظم اللحوم ومنتجات الألبان والبيض والفاكهة والخضروات المتوفرة في المراكز التجارية عن طريق استخدام أساليب الزراعة الصناعية تلك.

## التطور التاريخي وآفاق المستقبل
تتزامن نشأة الزراعة الصناعية تقريبًا مع مولد الثورة الصناعية بشكلٍ عام، وقد أدى تحديد عناصر النيتروجين والبوتاسيوم والفسفور (واختصارها NPK) كعواملَ هامة تؤثر في نمو النبات إلى تصنيع أسمدة تركيبية، الأمر الذي جعل زراعة أنواع أكثر كثافة ممكنًا. كذلك فإن اكتشاف الفيتامينات في العقدين الأول والثاني من القرن العشرين ودورها الهام في تغذية الحيوانات قد أدى إلى إنتاج فيتامينات تكميلية، حيثُ تم السماح في العشرينيات بتربية بعض أنواع الماشية في الداخل للتقليل من تعرضها للعناصر الطبيعية العكسية. كما سَهّلَ اكتشاف المضادات الحيوية واللقاحات من تربية الماشية وإطعامها في جماعات مُركزة مُنَظَّمة دون تعريضها لخطر الإصابة بالأمراض الناتجة عن التزاحم. وقد أدت الكيماويات التي تم تطويرها للاستخدام في الحرب العالمية الثانية إلى تصنيع مبيدات الآفات التركيبية، كما جعل التطور في شبكات الشحن والتقدم التكنولوجي من عملية توزيع المنتجات الزراعية وتوصيلها لمسافات بعيدة أمرًا يَسهُل تنفيذه.
وقد تضاعف الإنتاج الزراعي في جميع أنحاء العالم أربعة مرات ما بين عام 1820 إلى 1975 لإطعام تعداد سكاني عالمي بلغ مليار نسمة عام 1800 و6.5 مليار نسمة عام 2002، وخلال الفترة ذاتها انخفض عدد الأفراد العاملين بالزراعة نتيجة لإدخال الآلات في العملية الزراعية. وفي ثلاثينيات القرن العشرين، بلغت نسبة الأمريكيين العاملين بالزراعة 24% في حين انخفضت النسبة عام 2002 إلى 1,5%، ففي عام 1940 كان هناك عامل واحد لكل أحد عشر مستهلكًا في حين ارتفع هذا العدد إلى عامل واحد لكل تسعين مستهلكًا عام 2002، كذلك فقد تراجع عدد المزارع، كما اقتصرت ملكيتها على عددٍ محدودٍ من الأفراد، ففي الولايات المتحدة، قامت أربعة شركات بذبح 81% من مجموع الأبقار، و73% من الغنم، و57% من الخنازير، وأنتجت 50% من مجموع الدواجن، وقد استشهد الاتحاد القومي الأمريكي للمزارعين بهذه الشركات كمثال على «التكامل الرأسي» (وهو عبارة عن امتلاك الشركة لمجموعة من النشاطات التي ترتبط ببعضها البعض على نحو رأسي). ووفقًا للمجلس القومي الأمريكي لمنتجي لحم الخنزير، كان هناك مليون مزرعة للخنازير في أمريكا عام 1967، بينما انخفض هذا العدد إلى مائة وأربع عشرة ألف مزرعة في عام 2002، حيث تم ذبح ثمانين مليون خنزير (من مجموع 95 مليون) سنويًا في معامل المزارع،  وبالنسبة لتقارير معهد الرصد العالمي، يتم إنتاج نسبة 74% من الدواجن في العالم، و43% من لحم بقر، و68% من البيض بهذه الطريقة.
ووفقًا لدينس آفيري (Denis Avery) من معهد هدسون الذي يتم تمويله من الأعمال التجارية الزراعية، فقد ارتفع استهلاك آسيا للحم الخنزير بمقدار ثمانية عشر طن في العقد الأخير من القرن العشرين. وفي عام 1997، بلغ المخزون العالمي من الخنازير تسعمائة مليون خنزير، ويتوقع آفيري أن يرتفع هذا الرقم إلى مليارين ونصف بحلول عام 2050، وقد صرح آفيري كلية الموارد الطبيعية بجامعة كاليفورنيا، بركلي أنه بحلول هذا العام يلزم عدد ثلاثة مليارات خنزير سنويًا لسد الاحتياجات. وقد كتب قائلاً: «من أجل الصالح البيئي العام، نأمل أن تتم تربية تلك الخنازير في مجموعات مُحاطة كبيرة تتميز بالفاعلية.»

### الثورة الزراعية في بريطانيا
تُشير الثورة الزراعية البريطانية إلى فترة التطور الزراعي في بريطانيا من القرن السادس عشر إلى منتصف القرن التاسع عشر، والتي شهدت زيادة كبرى في الإنتاجية الزراعية وصافي الإنتاج، وهذا بدوره قام بتدعيم النمو السكاني غير المسبوق، الأمر الذي أدى إلى التخلص من نسبة كبيرة من القوة العاملة وبالتالي ساعد في إشعال الثورة الصناعية، ولكن كيفية حدوث ذلك لم يتم توضيحه بشكلٍ كامل. وفي العقود الأخيرة، يُحدد المؤرخون أربعة تغيرات أساسية في التقاليد الزراعية وهي الحظائر والميكنة والدورات الزراعية والاستيلاد الانتقائي، كما قاموا بنسب الفضل في ذلك إلى عدد قليل نسبيًا من الأفراد.

## التحديات والقضايا
إن تحديات وقضايا الزراعة الصناعية للمجتمعين العالمي والمحلي، ولقطاع الزراعة الصناعية ومزارعه الفردية، وأيضًا لحقوق الحيوان تتضمن تكاليف وفوائد كلٍ من الممارسات الزراعية المتبعة حاليًا والتغيرات المقترح تطبيقها على هذه الممارسات،  ويعد هذا استكمالاً لآلافِ السنوات من الاختراعات واستخدام التكنولوجيا في توفير الطعام للتعداد السكاني المتزايد بصورةٍ مستمرة.

[في الشرق الأدنى، ] عندما قام التعداد السكاني المتزايد في المجتمعات التي تعتمد على جمع المؤن بالصيد والجمع باستنزاف مخزوناتهم من الطرائد والأطعمة البرية كان عليهم أن يلجئوا للزراعة كبديل، ولكن الزراعة تطلبت منهم العمل لساعاتٍ أكثر، كما أن الغذاء الذي أمدتهم به كان أقل ثراءً من ذلك الذي قاموا بجمعه أو صيده، كذلك فقد كانت الأعداد المتزايدة للمزارعين المنتقلين تقوم بقطع وحرق الغابات للحصول على أراضٍ للحقول أو المراعي، الأمر الذي أدى إلى تقليل فترات إراحة الأراضي بالإضافة إلى انخفاض كثافة المحاصيل وتآكل التربة، ولذلك تم تقديم اقتراحات مثل حرث الأراضي ووضع الأسمدة المخصبة كحلولٍ لمثل هذه المشكلات - ولكن مجددًا تطلبت هذه العملية ساعات عمل أطول بالإضافة إلى انحلال موارد التربة (Boserup, The Conditions of Agricultural Growth, Allen and Unwin, 1965, expanded and updated in Population and Technology, Blackwell, 1980.).

وعلى الرغم من أن هدف الزراعة الصناعية هو تخفيض أسعار المنتجات لزيادة الإنتاجية وبالتالي رفع مستويات المعيشة التي يتم قياسها بالخدمات والسلع المتوفرة بالمجتمع، إلا أن تطبيق الأساليب الصناعية في الزراعة له جوانبه الجيدة والسيئة في الوقت نفسه، وعلاوة على ذلك، فإن الزراعة الصناعية ليست مجرد كيان واحد غير قابل للانقسام، بل تُعد عملية مكونة من عدد من العناصر المنفصلة التي يمكن تعديلها وفقًا لعوامل عدة مثل أحوال السوق واللوائح التي وضعتها الحكومة والتقدمات العلمية، وقبل إدخال أي عاملٍ بعينه في الأساليب أو التقنيات أو العمليات الزراعية، يجب طرح هذا السؤال: ما هي الأثار الجانبية السيئة التي قد يتعدى حجم ضررها الربح المالي وإيجابيات الزراعة الصناعية؟ ولم تكتفِ المجموعات المختلفة المعنية بالتوصل إلى استنتاجات متنوعة فحسب، بل أنها أيضًا قامت بتقديم حلولٍ مختلفة والتي أصبحت فيما بعد عواملَ غيرت كلاً من أحوال السوق واللوائح الحكومية.

### المجتمع
تشمل التحديات والقضايا الأساسية التي واجهت المجتمع بشأن الزراعة الصناعية ما يلي:
تحقيق أقصى قدرٍ من الاستفادة من التالي:
- توفير الأطعمة الرخيصة
- ملاءمة المنتج لاحتياجات المستهلك
- الإسهام في اقتصادنا على مستويات عدة بدءًا من المزارعين ثم الحاصدين إلى المجهزين وصولاً إلى البائعين

مع تقليل الجوانب السلبية التالية:
- الأضرار البيئية والاجتماعية
- الأضرار التي تلحق بمصايد الأسماك
- تطهير الأسطح وتلوث المياه الجوفية بنفايات الحيوانات
- المخاطر الصحية المتزايدة الناتجة عن استخدام مبيدات الآفات الزراعية
- تزايد تلوث طبقة الأوزون عن طريق منتوجات الميثاين الثانوية للحيوانات
- الاحتباس الحراري الناتج عن الاستخدام المتزايد للوقود الحفري

#### المزايا

##### النمو السكاني
إلى حد كبير تقريبًا:

التعداد السكاني (تقديري) سنة 10,000 قبل الميلاد – سنة 2000 ميلاديًا.

- منذ ثلاثين ألف عام، اعتمدت ست ملايين نسمة على طريقة جمع المؤن للحصول على الطعام
- منذ ثلاثة آلاف عام، اعتمدت ستون مليون نسمة على أساليب الزراعة البدائية لتوفير احتياجاتهم من الطعام
- منذ ثلاثة قرون، اعتمدت ستمئة مليون نسمة على أساليب الزراعة المكثفة لتوفير احتياجاتهم من الطعام
- حاليًا تحاول الزراعة الصناعية توفير الطعام لستة مليارات نسمة

| السنة    | العالم       | أفريقيا | آسيا      | أوروبا  | أمريكا الوسطى وأمريكا الجنوبية | أمريكا الشمالية* | أوقيانوسيا | ملاحظات |
| -------- | ------------ | ------- | --------- | ------- | ------------------------------ | ---------------- | ---------- | ------- |
| 8000 ق.م | 8 000        |         |           |         |                                |                  |            | [ 12 ]  |
| 1000 ق.م | 50 000       |         |           |         |                                |                  |            | [ 12 ]  |
| 500 ق.م  | 100 000      |         |           |         |                                |                  |            | [ 12 ]  |
| 1 م      | 200,000 plus |         |           |         |                                |                  |            | [ 13 ]  |
| 1000     | 310 000      |         |           |         |                                |                  |            |         |
| 1750     | 791 000      | 106 000 | 502 000   | 163 000 | 16 000                         | 2 000            | 2 000      |         |
| 1800     | 978 000      | 107 000 | 635 000   | 203 000 | 24 000                         | 7 000            | 2 000      |         |
| 1850     | 1 262 000    | 111 000 | 809 000   | 276 000 | 38 000                         | 26 000           | 2 000      |         |
| 1900     | 1 650 000    | 133 000 | 947 000   | 408 000 | 74 000                         | 82 000           | 6 000      |         |
| 1950     | 2 518 629    | 221 214 | 1 398 488 | 547 403 | 167 097                        | 171 616          | 12 812     |         |
| 1955     | 2 755 823    | 246 746 | 1 541 947 | 575 184 | 190 797                        | 186 884          | 14 265     |         |
| 1960     | 2 981 659    | 277 398 | 1 674 336 | 601 401 | 209 303                        | 204 152          | 15 888     |         |
| 1965     | 3 334 874    | 313 744 | 1 899 424 | 634 026 | 250 452                        | 219 570          | 17 657     |         |
| 1970     | 3 692 492    | 357 283 | 2 143 118 | 655 855 | 284 856                        | 231 937          | 19 443     |         |
| 1975     | 4 068 109    | 408 160 | 2 397 512 | 675 542 | 321 906                        | 243 425          | 21 564     |         |
| 1980     | 4 434 682    | 469 618 | 2 632 335 | 692 431 | 361 401                        | 256 068          | 22 828     |         |
| 1985     | 4 830 979    | 541 814 | 2 887 552 | 706 009 | 401 469                        | 269 456          | 24 678     |         |
| 1990     | 5 263 593    | 622 443 | 3 167 807 | 721 582 | 441 525                        | 283 549          | 26 687     |         |
| 1995     | 5 674 380    | 707 462 | 3 430 052 | 727 405 | 481 099                        | 299 438          | 28 924     |         |
| 2000     | 6 070 581    | 795 671 | 3 679 737 | 727 986 | 520 229                        | 315 915          | 31 043     |         |
| 2005     | 6 453 628    | 887 964 | 3 917 508 | 724 722 | 558 281                        | 332 156          | 32 998**   |         |

ويعد «برنامج الولايات المتحدة الأنجح للتنمية الزراعية في أي من بلاد العالم» مثالاً على توفير الزراعة الصناعية لمواد غذائية كثيرة ورخيصة، فمنذ عام 1930 إلى عام 2000، ارتفعت الإنتاجية الزراعية للولايات المتحدة (تقسيم الناتج وفقًا للمدخلات) بمتوسط يبلغ حوالي 2% سنويًا، الأمر الذي أدى إلى تراجع أسعار الطعام التي يتحملها المستهلكون، «فقد انخفضت نسبة الدخل القومي الأمريكي المتاح الذي يُنفَق على المواد الغذائية المصنعة في المنزل من 22% في عام 1950 إلى 7% في نهاية القرن العشرين.»

#### الآثار السلبية

##### الآثار البيئية
تستهلك الزراعة الصناعية كميات كبيرة من المياه والطاقة والكيماويات الصناعية؛ الأمر الذي أدى إلى زيادة تلوث الأراضي الزراعية والمياه الصالحة للاستخدام والغلاف الجوي، حيث تتراكم مبيدات الأعشاب الضارة، والمبيدات الحشرية والأسمدة ومنتجات فضلات الحيوانات في المياه الجوفية والمياه السطحية، «فكثير من الأثار السلبية للزراعة الصناعية تؤثر في مناطق أخرى بعيدة عن الحقول والمزارع، فعلى سبيل المثال، تتسرب مركبات النيتروجين من الغرب الأوسط عبر نهر المسيسيبي وتؤدي إلى تلوث مصايد الأسماك الموجودة بخليج المكسيك، كما تظهر الآثار السلبية الأخرى ضمن أنظمة الإنتاج الزراعي -- حيث أن قدرات المقاومة التي تطورها الآفات بشكلٍ سريع تجعل من ترسانة مبيدات الأعشاب والحشرات غير فعالة بصورةٍ متزايدة.»

##### الآثار الاجتماعية
انتهت دراسة أجراها مشروع محاسبة الاجتماع الكلي التابع لجامعة كاليفورنيا في دافيس لصالح مكتب الولايات المتحدة للتقييم التكنولوجي
إلى أن الزراعة الصناعية ترتبط بتدهور جوهري في أحوال المعيشة الإنسانية بالقرب من المجتمعات الريفية.

## الحيوانات
تستطيع «عمليات إطعام الحيوانات في الحظائر المسورة» أو «عمليات إطعام الماشية المركزة» أن تضم أعدادًا كبيرة من الحيوانات (تصل أحيانًا إلى مئات الآلاف) وغالبًا تتم في الحظائر الداخلية، وعادةً ما تكون هذه الحيوانات أبقار أو خنازير أو ديوك رومية أو دواجن، وتعد السمة المميزة لمثل هذه المزارع هي تركيز الماشية في مساحة معينة، وتهدف هذه العملية إلى إنتاج أكبر قدر من اللحوم أو البيض أو اللبن بأقل تكلفة ممكنة وبأعلى درجة من الأمان في الطعام.
حيث يتم إمداد المياه والطعام داخل الحظيرة، وغالبًا ما يتم تطبيق أساليب اصطناعية عدة للحفاظ على صحة الحيوانات وتحسين الإنتاج مثل الاستخدام العلاجي لعوامل مضادة للميكروبات ومكملات الفيتامين وهرمونات النمو، ولا يتم استخدام هرمونات النمو في إنتاج لحم الدجاج ولا يتم استخدامها على أي حيوان في دول الاتحاد الأوروبي، وكذلك في إنتاج اللحوم يتم أحيانًا تطبيق بعض الأساليب للتحكم في السلوكيات الحيوانية غير المرغوبة والمتعلقة بالتوتر الناتج عن حبسها في مساحات محدودة مع حيوانات أخرى، ويتم السعي وراء السلالات التي يسهل السيطرة عليها (مثلاً عن طريق التحكم في السلوكيات الغريزية المهيمنة والقضاء عليها)، حيث يتم وضع قيود مادية لمنع التفاعل بين الحيوانات كتخصيص أقفاص فردية للدجاج أو الحيوانات المعدلة جسديًا أو كقص جزءٍ من منقار الدجاج لتقليل الأذى الذي قد ينتج عن تقاتلها مع بعضها البعض، كما يتم تشجيع زيادة وزن الحيوانات عن طريق إمداد السلالات بوفرة من الطعام حتى تكتسب الوزن المنشود.
وقد جاءت «عمليات إطعام الحيوانات في الحظائر المسورة» في الولايات المتحدة نتيجة لقانون المياه النظيفة الفيدرالي لعام 1972، والذي تم سنه لحماية الأنهار والبحيرات واستعادتها لطبيعتها الصالحة للصيد والسباحة، وقد قامت وكالة حماية البيئة الأمريكية (EPA) بتحديد بعض عمليات إطعام الحيوانات جنبًا إلى جنب مع أنواع أخرى من الصناعة كمصادر رئيسية في تلويث المياه الجوفية، وقد سُميت هذه العمليات «بالكافوس CAFOs» (عمليات إطعام الحيوانات في الحظائر المسورة) وتخضع مثل هذه العمليات لقوانين خاصة ضد التلوث.
في 17 ولاية بالولايات المتحدة، تم الربط بين بعض الحالات المنفصلة لتلوث المياه الجوفية والكافوس،  فعلى سبيل المثال يخلف عشرة ملايين خنزير في كارولاينا الشمالية تسعة عشر مليون طن من النفايات سنويًا. وتقر الحكومة الفيدرالية الأمريكية بمشكلة التخلص من النفايات وتطالب بأن يتم تخزين فضلات الحيوانات في مستودعات لاهوائية، ويمكن أن تصل مساحة هذه المستودعات إلى 7.5 آكر (30,000 م2). ويمكن للمستودعات غير المحمية ببطانات محكمة أن تقوم بتسريب النفايات إلى المياه الجوفية في بعض الظروف، كما يمكن أن ينتشر الجريان السطحي من مستودع الروث في الحقول كسماد في حالة هطول أمطارٍ غزيرة غير متوقعة، وقد أدى انفجار أحد مستودعات النفايات عام 1995 إلى تسريب خمسة وعشرين مليون جالون من الوحل النيتروجيني في نهر «نيو» بكارولاينا الشمالية، ويُقال إن هذا التسريب قد تسبب في مقتل ما بين ثمان إلى عشرة ملايين سمكة.
إن التجمعات الكبيرة المركزة للحيوانات أو فضلاتها أو الحيوانات النافقة في مساحات صغيرة تمثل مشكلات أخلاقية بالنسبة لبعض المستهلكين، حيث وجّه ناشطون في مجالات حقوق الحيوان صحة الحيوان اتهامات بأن التربية المكثفة تعد دربًا من دروب القسوة، وفي الوقت الذي ازداد فيه انتشار هذه الطرق، ازدادت معه المخاوف المتعلقة بتلوث الهواء وتلويث المياه الجوفية، وأيضًا بشأن أثار التلوث واستخدام المضادات الحيوية وهرمونات النمو على صحة الإنسان.
ووفقَا لمراكز مكافحة الأمراض واتقائها (CDC) التابعة للولايات المتحدة، فإن المزارع التي تتبع الطرق المكثفة في تربية الحيوانات يمكنها أن تسبب ردود فعل صحية عكسية عند العاملين بالمزرعة، حيث يمكن أن يتعرضوا للإصابة بأمراض رئوية حادة ومزمنة بالإضافة إلى إصابات في العضلات والعظام، كما يمكن أن يلتقطوا العدوى التي تنتقل من الحيوان إلى الإنسان، مع ذلك فإن هذه الحالات من انتقال العدوى نادرة جدًا وذلك لأن الأمراض التي تنشأ من الحيوانات غير شائعة.

## المحاصيل
قامت المشاريع المرتبطة بالثورة الخضراء بنشر تكنولوجيات موجودة بالفعل غير أنها لم تكن مستخدمة بشكلٍ واسع خارج البلاد الصناعية، وتشمل هذه التكنولوجيات أمورًا مثل مبيدات الآفات ومشاريع وهندسة الري والسماد النيتروجيني التركيبي.
يُعد التطور التكنولوجي الجديد للثورة الخضراء إحدى نتائج ما يشير إليه البعض باسم «البذور المعجزة»،  فقد قام العلماء بالإسهام في تخليق سلالات من الذرة والقمح والأرز والتي عادةً ما يُشار إليها بحروف (HYVs) وتعني «المحاصيل عالية الغلة»، حيث تقدر هذه النوعية من المحاصيل على امتصاص النيتروجين بصورةٍ متزايدة بالمقارنة مع محاصيلٍ أخرى، ولأن الحبوب التي تمتص كميات زائدة من النيتروجين عادةً ما تسقط مائلة على الأرض قبل موسم الحصاد، فقد تم زرع جينات شبه تقزمية داخل مجموعها الجيني. كما أن سلالة قمح نورين 10 الذي قام العالم أورفيل فوغيل (Orville Vogel) بتطويرها من نوعيات قمح ياباني قصير الساق كان لها دورٌ فعال في تطوير أصناف قمح الثورة الخضراء، كذلك فإن سلالة الأرز IR8 الهجينة، وهو محصول الأرز عالي الغلة الأول الذي نفذه المعهد الدولي لبحوث الأرز بشكلٍ واسع النطاق، قد تم تخليقها من خلال المزج بين نوع إندونيسي يُدعى «بيتا» (Peta) ونوع آخر صيني يُدعى «دي جيو ووه جين» (Dee Geo Woo Gen).
ومع توفر علم الوراثة الجزيئي في نبتة أرابيدوبسيس (Arabidopsis)، فإن الجينات الطافرة المسئولة وهي (الارتفاع المُخفَّض (rht) ومكثف جيبريلين (gai1) والأرز الرفيع (slr1)) قد تم استنساخها وتحديدها كمكونات تأشيرية خلوية لحمض الجيبيريليك، وهو هُرْمُون نَباتِيّ يشترك في تنظيم نمو الساق النباتية من خلال تأثيره على تقسيم الخلية. وفي خلفية الجينات الطافرة، يتم تقليل نمو الساق بشكلٍ كبير، الأمر الذي يؤدي إلى إنماء أنماط ظاهرية قزمة، كما يقل التمثيل الضوئي في الساق بصورةٍ ضخمة؛ وذلك لأن النباتات القصيرة بطبيعتها أكثر ثباتًا ميكانيكيًا، وقد تم إعادة توجيه المتشابهات إلى عملية إنتاج الحبوب، الأمر الذي عظّم بالتحديد من تأثير الأسمدة الكيميائية على الربح التجاري.
وقد تفوقت المحاصيل عالية الغلة بشكلٍ كبير على الأنواع التقليدية الأخرى في وجود أنظمة الري والمبيدات الحشرية والأسمدة الملائمة، إلا أن غياب هذه المدخلات قد يؤدي إلى تفوق الأنواع التقليدية على الأنواع عالية الغلة، ومن أحد الانتقادات التي يتم توجيهها للمحاصيل عالية الغلة هو أنها تم تطويرها كهجائن من نوع ف 1 (F1 hybrids)، الأمر الذي يعني أن المُزارع يجب أن يقوم ببيعها كل موسم بدلاً من تخزينها من المواسم السابقة، وهذا بالتالي يزيد من تكلفة الإنتاج الواقعة على كاهله.

## الزراعة المستدامة
تم تقديم فكرة الزراعة المستدامة وممارستها نتيجةً للمشكلات التي واجهت الزراعة الصناعية. وتجمع الزراعة المستدامة بين ثلاثة أهداف وهي: إدارة البيئة ورعايتها ووصول المزرعة إلى مستويات عالية من الربح، وإثراء الزراعة في المجتمعات الزراعية، وقد تم تعريف هذه الأهداف من خلال عدد من متنوع من التخصصات ويمكن النظر إليها من وجهة نظر المزارع أو المستهلك.

### أساليب الزراعة العضوية
تجمع أساليب الزراعة العضوية بين بعض جوانب المعرفة العلمية وتقنية محدودة للغاية مع الممارسات الزراعية التقليدية، كما تقبل بعض طرق الزراعة الصناعية وترفض بعضها الآخر. وتعتمد الأساليب العضوية على العمليات الحيوية الطبيعية والتي غالبًا ما يستغرق حدوثها فترات طويلة من الوقت، كما تتبع المنهج الشُمولِيّ، في حين تركز الزراعة القائمة على الكيماويات على النتائج السريعة المنفصلة وإستراتيجيات المنهج الاختزالي.
وتعد الزراعة المائية المتكاملة متعددة التغذية (IMTA) مثالاً على هذا المنهج الشُمولِيّ، وهي ممارسة يتم فيها إعادة تدوير المنتجات الثانوية (الفضلات) لفصيلة واحدة واستخدامها كمدخلات لفصائل أخرى (الأسمدة، الطعام)، ويتم دمج الزراعة المائية المعلوفة (مثل السمك والقريدس) مع مستخرجات الزراعة المائية غير عضوية (مثل العشب البحري) والعضوية (مثل المحار) لخلق أنظمة متوازنة من الاستدامة البيئية (التخفيف الحيوي)، والاستقرار الاقتصادي (تنويع المنتجات وتقليل المخاطر)، والقبول الاجتماعي (ممارسات إدارية أفضل).